# Procambarus hoffmanni
Procambarus hoffmanni är en kräftdjursart som först beskrevs av Villalobos 1944.  Procambarus hoffmanni ingår i släktet Procambarus och familjen Cambaridae. Inga underarter finns listade i Catalogue of Life.